# 劉伯承六店子舊居
劉伯承六店子舊居位於重慶市高新區歇台子原六店村新鋪社60號（現搬遷到烟灯山公园內），舊居為一樓一底，青瓦木框的穿斗木結構建築，窗戶是具有巴渝民間建築藝術特色的雕花格木製窗格。

## 历史
文物遺址年代為1924年-1927年，2009年12月15日列為第二批重慶市文物保護單位。